# Seguenzia elegans
Seguenzia elegans är en snäckart som beskrevs av John Gwyn Jeffreys 1876. Seguenzia elegans ingår i släktet Seguenzia och familjen Seguenziidae. Inga underarter finns listade i Catalogue of Life.